# スチュワート・ローズ
エルマー・スチュワート・ローズ3世（Elmer Stewart Rhodes III, 1966年 - ）は、アメリカ合衆国の極右・反政府ミリシアのオース・キーパーズの創設者である。2022年11月、ローズはアメリカ合衆国議会議事堂で勃発した2021年1月6日の襲撃事件に関与したことで扇動共謀と証拠改竄により有罪判決を受けた。2023年5月23日に彼は事件に関与した者としてはそれまでで最長の刑期となる禁錮18年を言い渡された。

## 生い立ち
エルマー・スチュワート・ローズ3世は1966年にカリフォルニア州フレズノで生まれた。父はアメリカ海兵隊員、母は農場労働者であった。ローズは3歳の時に父が母と自分を捨て、母とそのメキシコ系アメリカ人の家族と共に育ったと書いている。ローズは自らが「混血」であり、「アメリカン・インディアン」とヒスパニック系の祖先を持つと説明している。

## 教育とキャリア
ローズはラスベガスの高校に通った後にアメリカ陸軍に入隊し、空挺学校で脊髄損傷を負った結果、7ヶ月で名誉除隊となった。
コミュニティ・カレッジに通った後、ローズはネバダ大学ラスベガス校で政治学に転向しつつ、駐車係で収入を得た。1998年に卒業した後、彼は共和党のロン・ポール下院議員のスタッフとして働いた。
2001年、当時35歳のローズはイェール・ロー・スクーに入学した。彼はアメリカ同時多発テロ事件の後に銃の権利が損なわれていると感じ、不満を持つようになった。ローズは護身術のクラスで教え、ジョージ・W・ブッシュ政権時代の敵性戦闘員の分類に関する研究論文はイェールの最終年度で賞を受賞した。彼は2004年に卒業した。
イェール卒業後、ローズはアリゾナ州最高裁判所のマイケル・D・ライアン判事の下で書記官を務めた。弁護士として彼はアメリカ合衆国西部の様々な州で働いた。
2015年12月8日、ローズはアリゾナ州連邦地方裁判所に提出された2件の弁護士苦情申し立てに応じなかったため、モンタナ州最高裁判所によりモンタナ州職業行為規則違反行為として弁護士資格を剥奪された。

## オース・キーパーズ

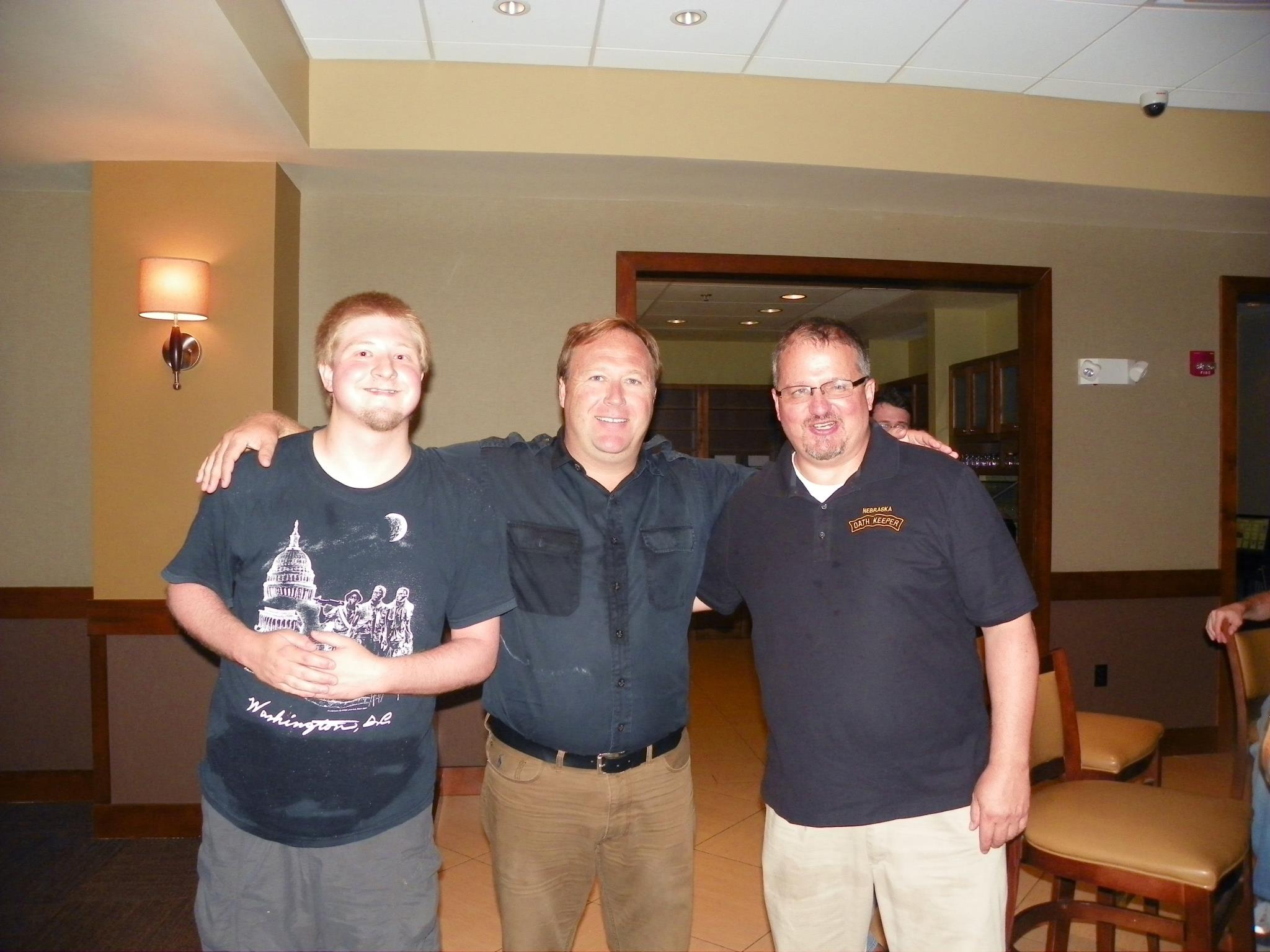
ローズ（右側）とブライアン・D・ヒル（左側）とアレックス・ジョーンズ（中央、2012年）

ローズは2009年3月にオース・キーパーズを設立した。組織はアメリカ独立戦争で最初に戦闘が行われたマサチューセッツ州レキシントンで発足した。発足はバラク・オバマの大統領就任から2ヶ月後に行われた。
2013年に彼の指揮下でオース・キーパーズはメンバーにミリシアを含む「市民保護」チームの結成を指示し、全米のコミュニティで活動するのは意図的に国を混乱に陥らせて戒厳令を布告して憲法を廃止する政府から市民を守ることを目的としており、「彼らは私たちを制御して封じ込め、銃撃する準備をしているが、私たちを養うことはしない」と述べた。
ローズは反政府系団体の修正第10条センターやノースウェスト・パトリオッツと協力関係にある。南部貧困法律センターは彼を「過激派」と認定している。

### 2020年アメリカ合衆国大統領選挙
2020年アメリカ合衆国大統領選挙後の2ヶ月の間にローズはジョー・バイデンを次期大統領としては認めないように自身の支持者に呼びかけた。ローズはバイデンの就任を阻止するために武装する必要性を説き、当時のドナルド・トランプ大統領を説得して1807年反乱法を発動させた後に軍とミリシアとしてのオース・キーパーズを配備するというキャンペーンを開始した。

### 議会議事堂襲撃事件
2020年11月7日、選挙がバイデンの勝利と報じられた後、ローズはロジャー・ストーンのテキストチャットグループに参加し、「計画は何だ?」と尋ねた。
2020年12月12日、ローズはワシントンD.C.で開催された親トランプ派の集会でマイケル・フリン、セバスチャン・ゴルカ、アレックス・ジョーンズ、ポッドキャスターのデヴィッド・ハリス・ジュニア、ニック・フエンテス、マイク・リンデルと共に演説した 。ローズはトランプに1807年反乱法発動を呼びかけ、そうしなければ「より血生臭い戦争」に繋がると警告した 。
2021年1月6日の数日前、ローズはワシントンD.C.に行き、そこで銃器と戦術装備で武装した。D.C.に向かう途中、ローズは個人的に2万ドルを費やして「小さな武器」を購入した。2021年1月6日、ローズは「立ち入り制限された議会議事堂の敷地」に入り、電話やテキストでオース・キーパーズのメンバーに指示を出し、建物の周囲に陣取らせた。テロの4日後、ローズはある会合に出席し、そこで「私が唯一残念に思うのは、彼らがライフルを持ってくるべきだったということだ。（中略）我々はライフルを持ってくるべきだった。我々はその場で解決できたはずだ。私はクソったれペロシを街頭に吊してやれた」と発言していた。
2022年1月13日、ローズとオース・キーパーズの他9人のメンバーが逮捕され、扇動共謀罪で起訴された。2022年11月29日、9週間に及ぶ裁判の末にローズはケリー・メグスと共にローズは議会議事堂襲撃事件に関する扇動共謀と証拠改竄の罪により有罪判決を受けた。扇動共謀罪で有罪判決が出るのは1995年以来であった。検察側はテロリズムの厳罰を加味して禁錮25年を求刑した。2023年5月25日、ローズは禁錮18年、メグスは12年の判決を受けた。ローズの刑期はこの事件で起訴された共謀者の中では当時最長であったが、2023年7月12日に司法省はローズとその共同被告人の刑期延長を求めてコロンビア特別区巡回控訴裁判所に控訴する意向を通知した。ローズ、メグス、その他の有罪判決を受けたオース・キーパーズの面々もそれぞれ控訴を申し立てた。通らなかった場合、彼らは禁錮刑後に3年間の監視付き釈放となる。
2025年1月20日、大統領に返り咲いたドナルド・トランプは議事堂襲撃事件の受刑者らに恩赦や減刑を与え、ローズは21日に釈放された。同月24日、ワシントンの連邦地裁はローズについて、地裁の許可を得ずに首都に入ることを禁じた。訴追後に出所したオースキーパーズの他のメンバーも対象。

## 私生活と見解
ローズはラスベガスで出会って数年後の1994年にターシャ・アダムズ（Tasha Adams）と結婚した。出会った時点でアダムズはアーサー・マレー・ダンス・スタジオで働く18歳、ローズは25歳の大学生だった。アダムズは結婚中、ローズの学業を経済的に支えるためにエキゾチック・ダンサーとして働いていた。結婚前にローズは22口径の拳銃を落として誤って顔面を撃ち、義眼をつけることとなった。
2018年、アダムズはローズの精神・肉体的虐待を訴えて離婚を申請した。離婚が成立したのは議事堂襲撃事件に関与したローズの刑が確定する数日前だった。アダムズとローズの間には長男のダコタ・アダムズ（Dakota Adams）、セイコア・アダムズ（Sequoia Adams）、セドナ・アダムズ（Sedona Adams）を含む6人の子供がいる。一家はニューヘイブンとアメリカ西部のいくつかの州に住んでいた。
ローズはロン・ポールの2008年大統領選挙運動にボランティアとして参加し、後にポールの政敵がポールをヘイトグループや人種差別主義者と結びつけていると不満を述べた。ローズはドイツの兵士や警察が命令に従うことを拒否していればアドルフ・ヒトラーを止められたという考え方からヒントを得たと報じられている。彼はアメリカ合衆国憲法の優越条項があるにもかかわらず、各州は連邦法を無視できるという虚偽の発言をしている。